# Lac de Yangcheng
Le lac de Yangcheng (en chinois 阳|澄|湖 , Yángchéng Hú) est un lac d'eau douce situé à 3 km au nord-est de la ville Suzhou dans la province côtière de Jiangsu en Chine. Il est la plus célèbre zone d'origine du crabe chinois ou crabe poilu de Shanghaï.
Il est situé entre le lac Tai et le fleuve Yangzi Jiang. D'une superficie d'environ 20 km2, il est partagé entre les territoires des villes de Suzhou, Changshu et Kunshan. 
Le pont Danyang-Kunshan viaduc ferroviaire et pont le plus long du monde (164,8 km), toutes catégories confondues et qui porte la LGV Pékin - Shanghai comporte une section de 9 km au-dessus du lac de Yangcheng.
Le crabe chinois migre du lac Yangcheng vers le delta du Yangzi Jiang pour se reproduire de septembre à octobre. Les pécheurs locaux récoltent les crabes durant cette période. En 2002 la production totale de crabes chinois du lac de Yangcheng était estimé à 1 500 tonnes.

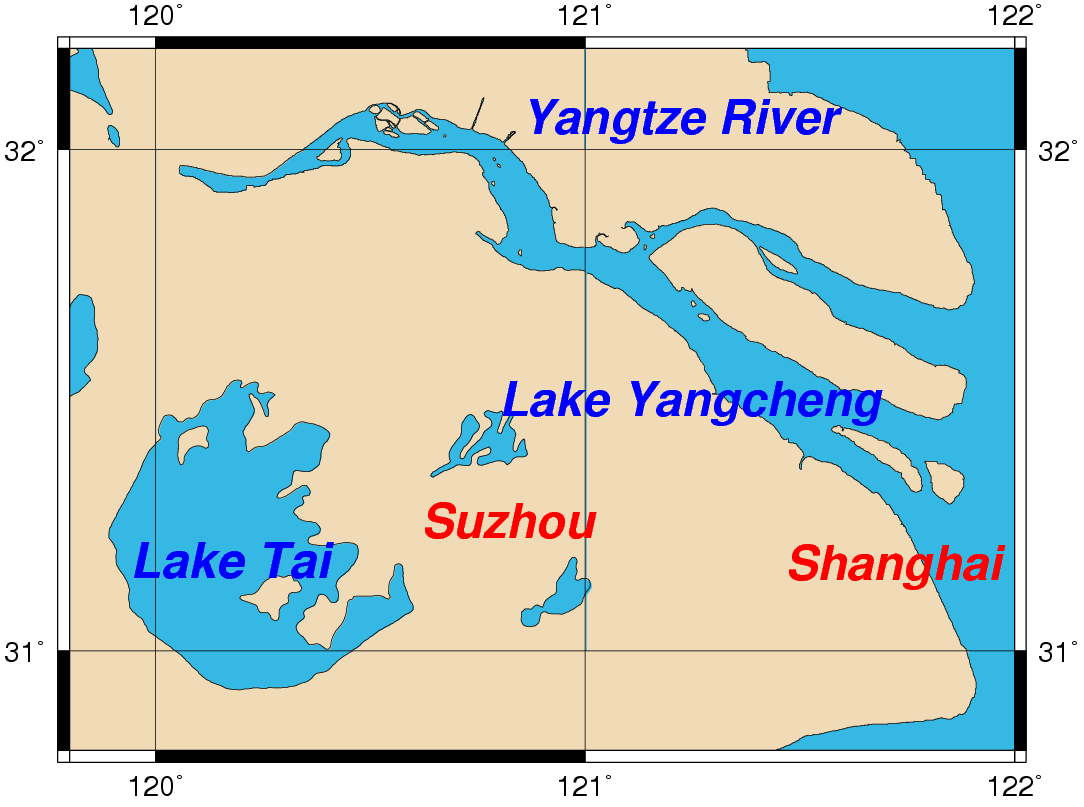
carte du lac de Yangcheng